# Musée Nissim-de-Camondo
Pour les articles homonymes, voir Camondo et Nissim de Camondo.
ne pas confondre avec l'hôtel de Camondo, situé à côté.
Le musée Nissim-de-Camondo, inauguré en décembre 1936, est situé dans le 8e arrondissement de Paris, dans l'hôtel Moïse de Camondo, construit par René Sergent entre 1911 et 1914 en bordure du parc Monceau. Il abrite une collection exceptionnelle de mobilier et d'objets d'art du XVIIIe siècle français dans un hôtel particulier de style néo-classique inspiré du Petit Trianon, préservé dans l'état où il était habité au début du XXe siècle.

## Historique
L'hôtel particulier fut construit en 1912 par l'architecte René Sergent — par ailleurs auteur de l'hôtel Heidelbach — à la demande de Moïse de Camondo, en lieu et place de l'ancien hôtel qui avait appartenu à ses parents, démoli en 1911 à l'exception du bâtiment sur rue. Le nouvel édifice s'inspire du Petit Trianon de Versailles. Le jardin, comme dans nombre d'autres demeures prestigieuses de cette époque, est dessiné par le célèbre architecte-paysagiste Achille Duchêne.
Moïse de Camondo y installa ses collections, qu'il ne cessa d'augmenter jusqu'à sa mort, le 14 novembre 1935. Par testament, l'hôtel et les collections qu'il renfermait furent légués à l'Union centrale des arts décoratifs pour devenir le musée Nissim-de-Camondo, en mémoire de son fils Nissim (1892-1917), lieutenant de l'escadrille MF 33 abattu en combat aérien le 5 septembre 1917 au-dessus du territoire de la commune de Leintrey en Meurthe-et-Moselle.
L’hôtel détruit était connu sous le nom d’hôtel Violet. Cet hôtel « eut une autre vie. Une existence de papier, de rêve, de fiction. [...] De cette maison, Émile Zola avait fait un symbole. Pour des milliers de lecteurs à travers le monde, l'hôtel Saccard existe bel et bien [...] Durant ses repérages l'écrivain avait certes visité d'autres hauts lieux de la plaine Monceau. Ils lui inspirèrent tel ou tel détail. Mais l'essentiel découlait de son observation méthodique de l'hôtel de Monsieur Violet, du moins de son architecture et de son agencement. ».

## Le musée

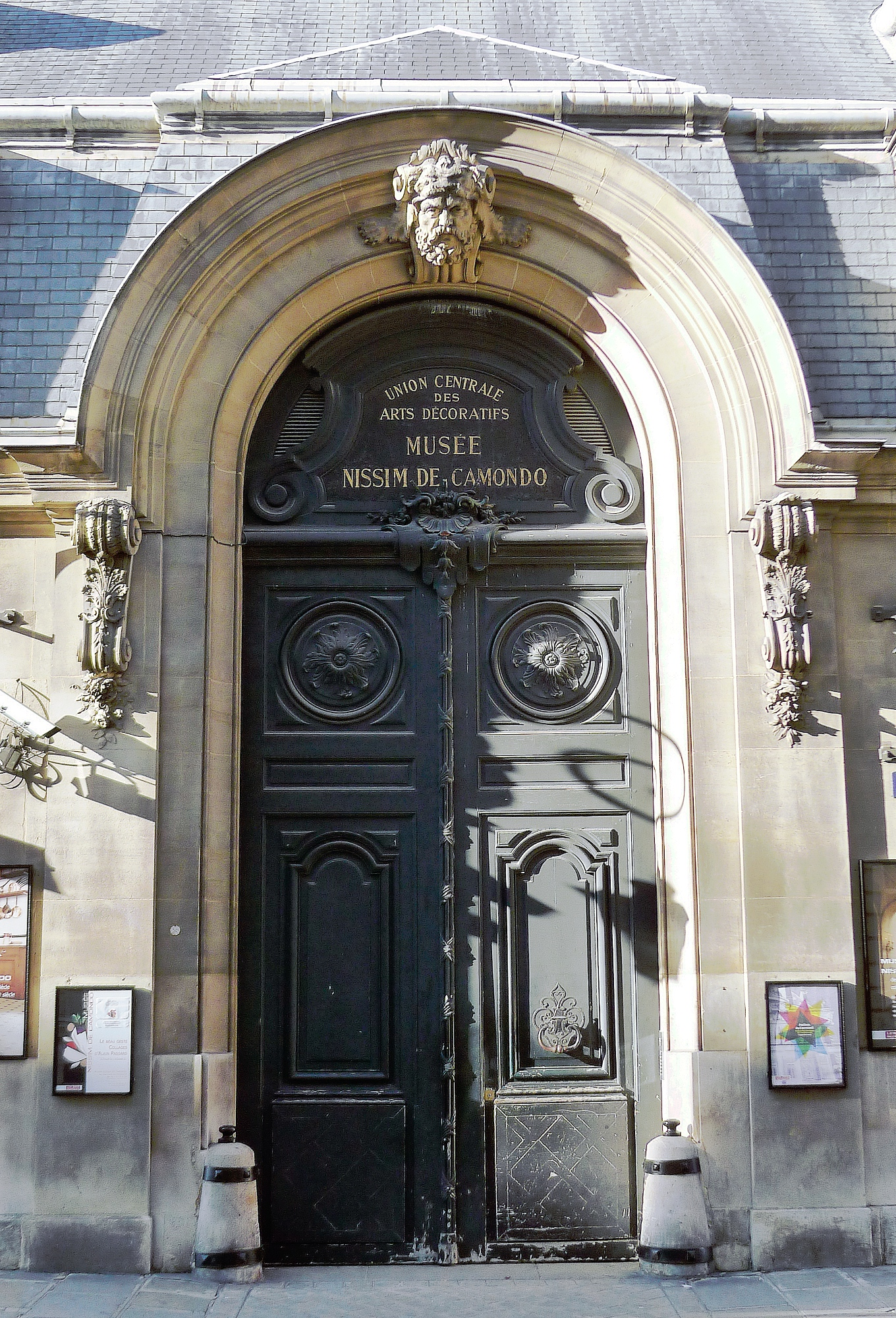
Entrée rue de Monceau.

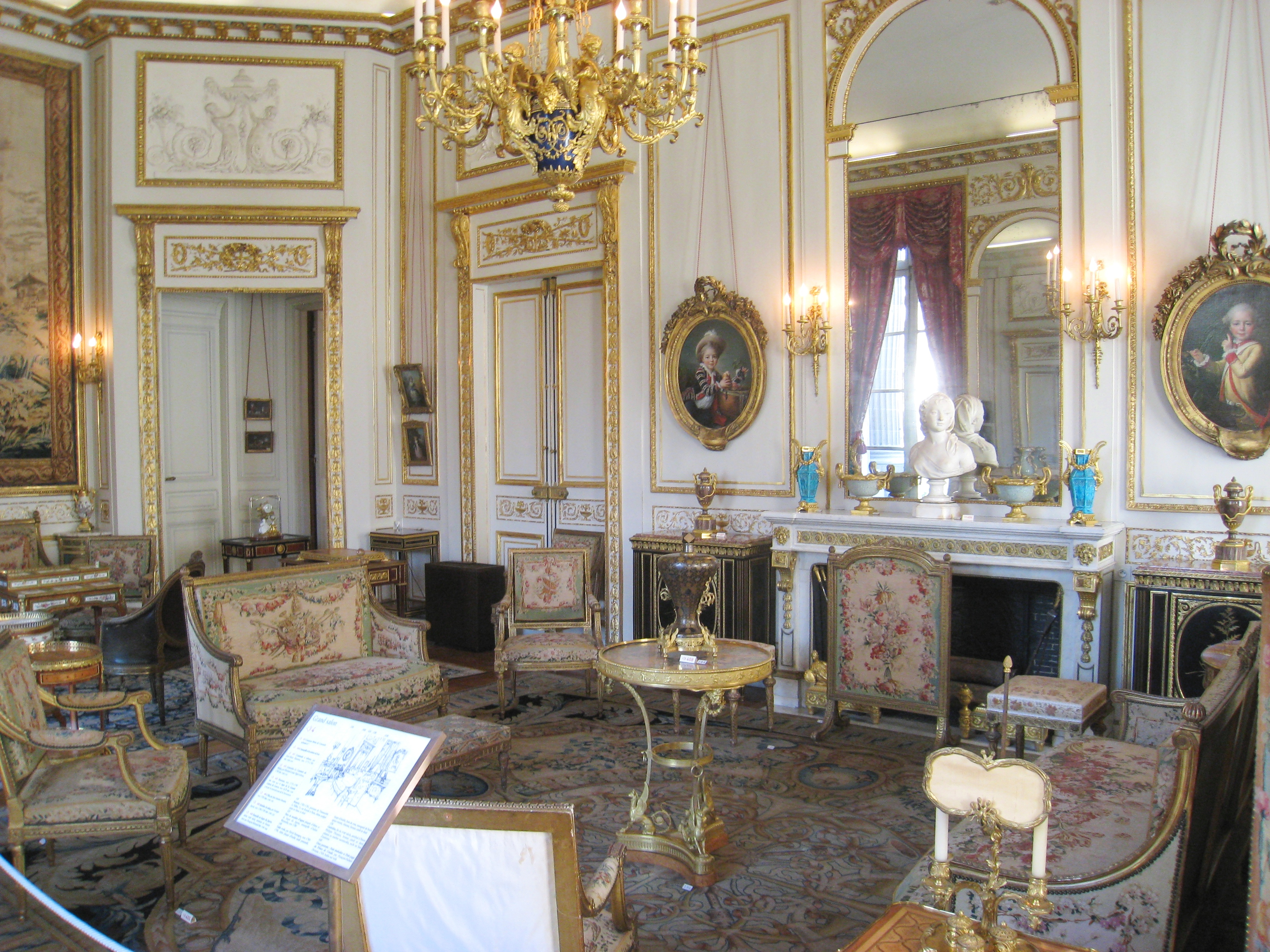
Le grand salon.

### Pour l’amour de l’art
Au début du XIXe siècle, les Camondo, une famille juive sépharade, fondèrent une banque qui était devenue l’une des plus importantes de l’Empire ottoman. Ils furent anoblis en 1867 par Victor-Emmanuel II en remerciement de leur soutien financier à la réunification de l’Italie.
À la fin du Second Empire, les deux frères Camondo, Abraham-Behor et Nissim, quittent Constantinople et se fixent à Paris, où leur banque est établie depuis 1869.
Leurs fils, les cousins Isaac et Moïse, deviennent, sous la IIIe République, des collectionneurs avertis et des personnalités bien connues dans le monde de l’art.
Moïse se passionne presque exclusivement pour le XVIIIe siècle français ; pendant plus de cinquante ans il achète aux ventes des plus grands amateurs d'art de l'époque : le baron Jérôme Pichon (1878), le baron Léopold Double (1881), Pierre Decourcelle (1911), Jacques Doucet (1912), Joseph Bardac, Mme de Polès (1927), Stroganoff (1931), Mme Louis Burat, Georges Haviland, Georges Blumenthal (1932), Charles Ephrussi, Mme C. Lelong, etc.
Dans un Paris devenu le centre européen du négoce d'art à la charnière des deux siècles, il réunit une collection unique de rares meubles et objets d'art décoratif issus du riche patrimoine de l'ancienne aristocratie française mis alors  sur le marché, et un ensemble de boiseries anciennes pour leur servir de cadre. Depuis 1890, il est client régulier des Seligmann père et fils, grands antiquaires parisiens d'origine allemande :
- Jacques, qui  acheta en 1909 l'ancien hôtel de Sagan rue Saint-Dominique, vendra à Moïse des meubles ayant fait partie de la fameuse collection Hertford-Wallace, autrefois abritée dans le pavillon de Bagatelle et dans un immense appartement de maître (2, rue Lafitte), dont le riche contenu fut acheté en juin 1914 à Lady Sackville-West, héritière du secrétaire de Richard Wallace, puis homme de confiance et légataire de sa veuve (hors ce qui a constitué le musée londonien éponyme, inauguré en 1897) ; la même année, Seligmann cédera à Camondo le mobilier Louis XVI du grand salon pour l'importante somme de 900 000 francs-or « payable en 28 mensualités sur 4 ans »;
- Arnold, devenu son fournisseur attitré et qui partage son goût pour la symétrie, lui dénicha en Angleterre le pendant d'un « meuble d'appui » en laque par l'ébéniste Garnier, que les deux frères lui avaient vendu trente ans avant[2].

Afin de mettre en valeur ses collections, il fait construire une vaste demeure d’apparence classique mais dotée du dernier confort moderne.

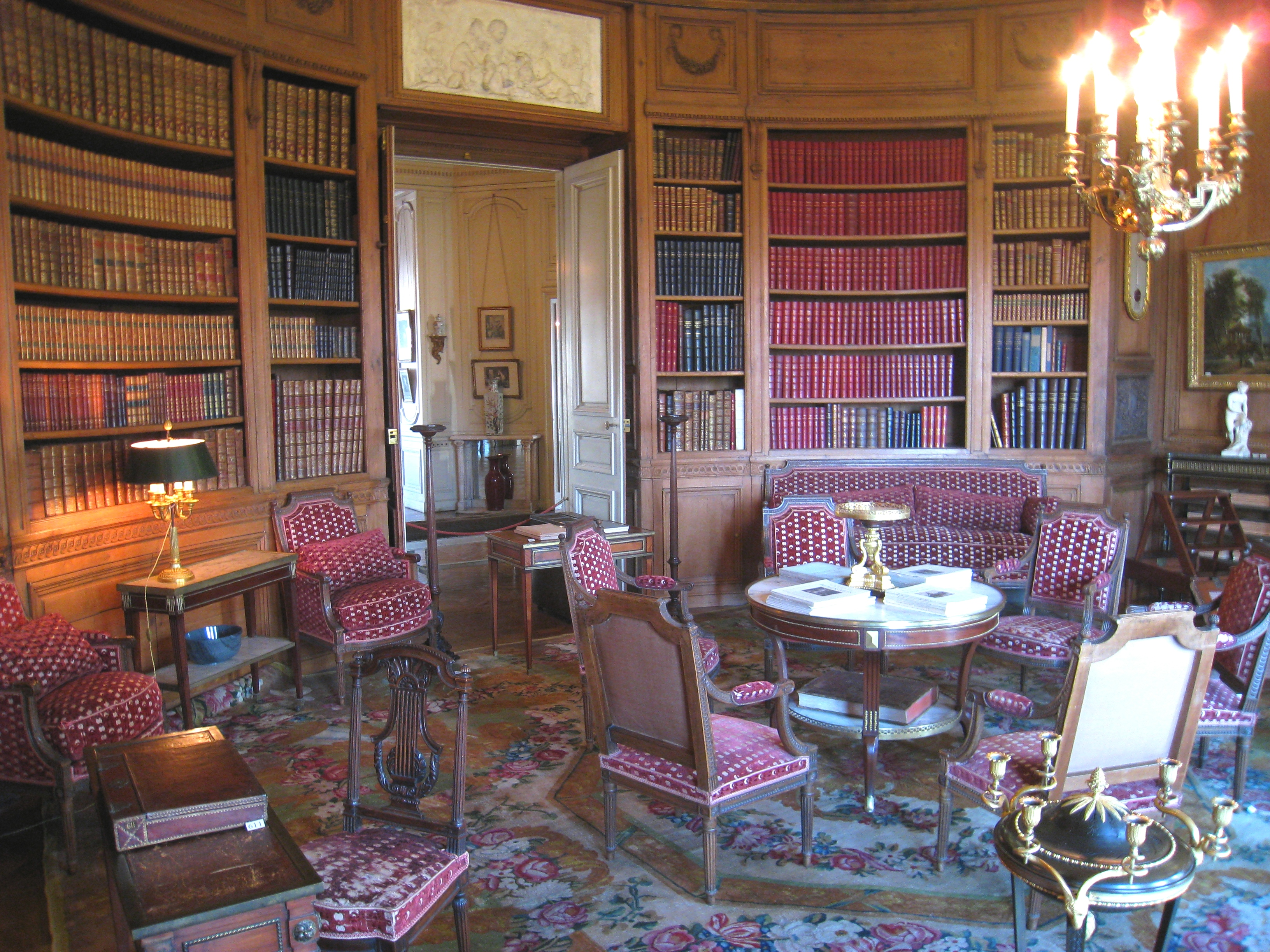
La bibliothèque lambrissée.

« Au printemps 1914, l'hôtel fraîchement terminé, plusieurs réceptions y avaient été données : Le grand salon était le centre de l'animation. Les invités, admiratifs, s'y pressaient pour venir féliciter M. le Comte (qui) tendu et inquiet, s'était constamment tenu à proximité de ce petit bureau orné de plaques de porcelaine, redoutant une bousculade, guettant le geste maladroit qui n'aurait pas manqué de réduire ce chef-d'œuvre en miettes... ». Mais en août suivant, la Première Guerre mondiale éclate et trois ans plus tard son fils Nissim, célibataire à 25 ans, meurt dans un combat aérien le 5 septembre 1917.

### Agencement et legs
Jusqu’à sa mort en 1935, Moise de Camondo s’emploie à parachever son œuvre de « reconstitution d’une demeure aristocratique du XVIIIe siècle » :
« Seule comptait vraiment encore à ses yeux sa collection d'œuvres d'art. Jusqu'au bout, il songea à l'enrichir. Oserait-on dire : à la perfectionner ? Rien ne l'excitait plus comme de traquer l'œuvre introuvable ».
Bien que Camondo ait encore pour héritiers sa fille Béatrice et ses deux petits-enfants, il décida en 1924 de léguer l’hôtel et les collections qu'il contiendrait à sa mort, en souvenir de son fils à qui il l'avait destiné, au musée des Arts décoratifs de Paris dont à ses yeux ils auraient constitué une sorte d'annexe, sa gestion étant confiée à l'Union Centrale des Arts Décoratifs (U.C.A.D.), qu'une convention venait de lier à l'État; il est inauguré officiellement par sa fille et ouvert au public le 21 décembre 1936.
Conformément à des instructions testamentaires très précises, le musée montre encore les collections dans la présentation qu'il a choisie :
« Il avait prévu l'agencement intérieur avec plus de méticulosité encore. Aucun meuble ne devait être bougé. Tout devait rester exactement dans l'état où il l'aurait laissé à sa mort. Ainsi les visiteurs auraient vraiment l'impression que l'hôtel est encore habité. D'ailleurs Moïse préconisait d'éviter la pose de mains courantes. Aucun conservateur ni gardien ne devait habiter là où il avait vécu, par souci de sécurité (...) Même le grand portrait de son père par Carolus-Duran et les photographies de son fils ne devaient pas changer de place. Tant pis si leur destin était de devenir les fantômes de la rue de Monceau ».
« Le nouveau maître des lieux, M. Messelet, arrivait, accompagné de M. Carle Dreyfus, afin de régler les derniers détails de la transformation définitive de l'hôtel en musée. Il fallait écarter les vases les plus fragiles, repousser quelques fauteuils, rouler certains tapis... rien ne sera plus comme avant. Dans le grand hall d'entrée, un photographe commençait d'installer ses lourds objectifs afin de fixer l'aménagement des salons avant toute modification ».

### Le musée de 1940 à 1945
En 1940, le musée ferme ses portes et des scellés sont posés pour protéger ses intérieurs et les rares collections restantes (principalement la bibliothèque de livres en provenance du château de Valençay acquise en 1935 et non évacuée).
Au préalable, face à l'invasion nazie l'administration des Musées Nationaux a fait évacuer en urgence toutes les collections de meubles et objets d'art vers le même château de Valençay, sur invitation de son propriétaire d'alors : Boson de Talleyrand-Périgord, Duc de Dino et Prince de Sagan.
Les châteaux de Cheverny, Chambord et Fougères-sur-Bièvre servent également de dépôts dont la coordination de la conservation est assurée par Jacques Guérin puis Hans Haubb à partir de 1941.
Accompagné d'autres collections publiques et privées - Rothschild, David-Weill, Guimet ou Cognac-Jay - le dépôt est confié de fait à Gérald Van der Kemp et Carle Dreyfus (alors tous deux conservateurs au Louvre). Dreyfus fut écarté par les lois anti-juives de Vichy mais resta à proximité du château durant toute la guerre.
Le 16 août 1944, un détachement de 50 SS de la 2e division SS Das Reich atteint Valençay. Dans leur remontée sanglante vers le front de Normandie, ils ont pour ordre de raser la ville, le château et tuer tous les habitants. Le village est incendié, quelques habitants sommairement exécutés. Cependant, Van der Kamp parvient à parlementer et joue sur la corde artistique sensible des officiers, tandis que le Prince de Sagan, principauté germanique, fait jouer cette germanité.
Les collections intactes rejoignent progressivement Paris de 1945 à 1947.
D'une manière générale, l'hôtel comme les collections ont bénéficié de plusieurs éléments : 
- En 1940, le musée créé post-mortem par Camondo n'a été inauguré par sa fille que quatre années auparavant, en 1936. Il n'était encore connu que de quelques « connaisseurs professionnels » ponctuellement reçus par Camondo au cours de déjeuners érudits intitulés « Louvre » ou « Marsan ». Parmi ces privilégiés, Carl Dreyfus, conseiller artistique attitré de Moïse de Camondo et conservateur au Louvre, qui accompagna l'évacuation des œuvres vers Valençay. Les Allemands n'ont pu ainsi y opérer des « repérages » puis des saisies ultérieures.
- L'ensemble du musée comme des collections n'était plus assimilable à un bien juif de par le legs réalisé au musée des Arts décoratifs. Il n'a donc pas subi la réglementation spécifique et spoliatrice instituée en 1941 par le régime de Vichy sur les biens juifs.
- Le goût des dignitaires du IIIe Reich, au premier chef Hitler et Goebbels, se portait davantage sur les œuvres des écoles du Nord et de Haute Époque, comme par exemple les 333 tableaux hollandais et flamands de la collection Schloss, volée en 1943, que sur le mobilier et les arts décoratifs de la seconde moitié du XVIIIe siècle au style jugé trop mièvre, même si évidemment le vol de toute chose rare et précieuse devait les enrichir ainsi que tous ceux qui surent profiter à des degrés divers de la situation et « blanchir » les grands profits du marché noir (cf. Emmanuelle Polack Le marché de l'art sous l'occupation, 1940 -1944, Tallandier, 2019).

### Disparition de la lignée des banquiers
Le 5 décembre 1942, Béatrice de Camondo, séparée de Léon Reinach, son époux , vit avec sa fille Fanny, boulevard Maurice-Barrès à Neuilly. Continuant de mener une vie d'aristocrates et récemment converties au catholicisme, elles ne portent pas d'étoile jaune. Ce motif va provoquer leur arrestation par la police française à leur domicile familial puis leur internement au Camp de Drancy.
Son ex-époux, Léon Reinach qui vit avec son fils Bertrand est en fuite vers l'Espagne. Les deux sont trahis par un passeur à Sentein (Ariège) puis arrêtés et également internés au camp de Drancy.
Le 20 novembre 1943, le convoi no 62 emmène 1 200 personnes dont Léon, Bertrand et Fanny. Il arrive cinq jours plus tard à Auschwitz ; d’après le récit de survivants de ce convoi, Léon et Bertrand auraient été assassinés parmi les premiers, Fanny aurait, elle, succombé au typhus peu après.
Le 7 mars 1944, Béatrice fait partie du convoi n° 69 qui compte 1 501 personnes et atteint Auschwitz le 10 mars. À son arrivée, elle échappe à la chambre à gaz. Son décès dont les circonstances sont imprécises serait intervenu le 4 janvier 1945, soit deux semaines avant l'évacuation forcée du camp par les SS à l'approche des troupes soviétiques
À l'inverse des collections de Moïse, seul reste de leurs biens un double piano de la maison Pleyel offert par les Reinach au couple en 1909. Il est conservé au château de Villemonteix (Creuse) après avoir transité par Vienne à la suite de la perquisition-saisie mobilière effectuée par la Gestapo lors de leur arrestation et de leur déportation avec leurs deux enfants.

### La «renaissance» de Camondo
Depuis la création en 1985 du Comité pour Camondo, grâce à un mécénat international dont japonais, la maison, dont le décor et le mobilier avaient inévitablement vieilli, a retrouvé peu à peu son lustre d'antan : tissus retissés à l’identique, meubles, tableaux et objets restaurés. La photographie sans flash est autorisée.
À partir de 1997, l'ouvrage d'Assouline consacré à cette famille mit un heureux « coup de projecteur » sur ce musée longtemps oublié et contribua à la faire mieux connaître.

### La gloire du goût français

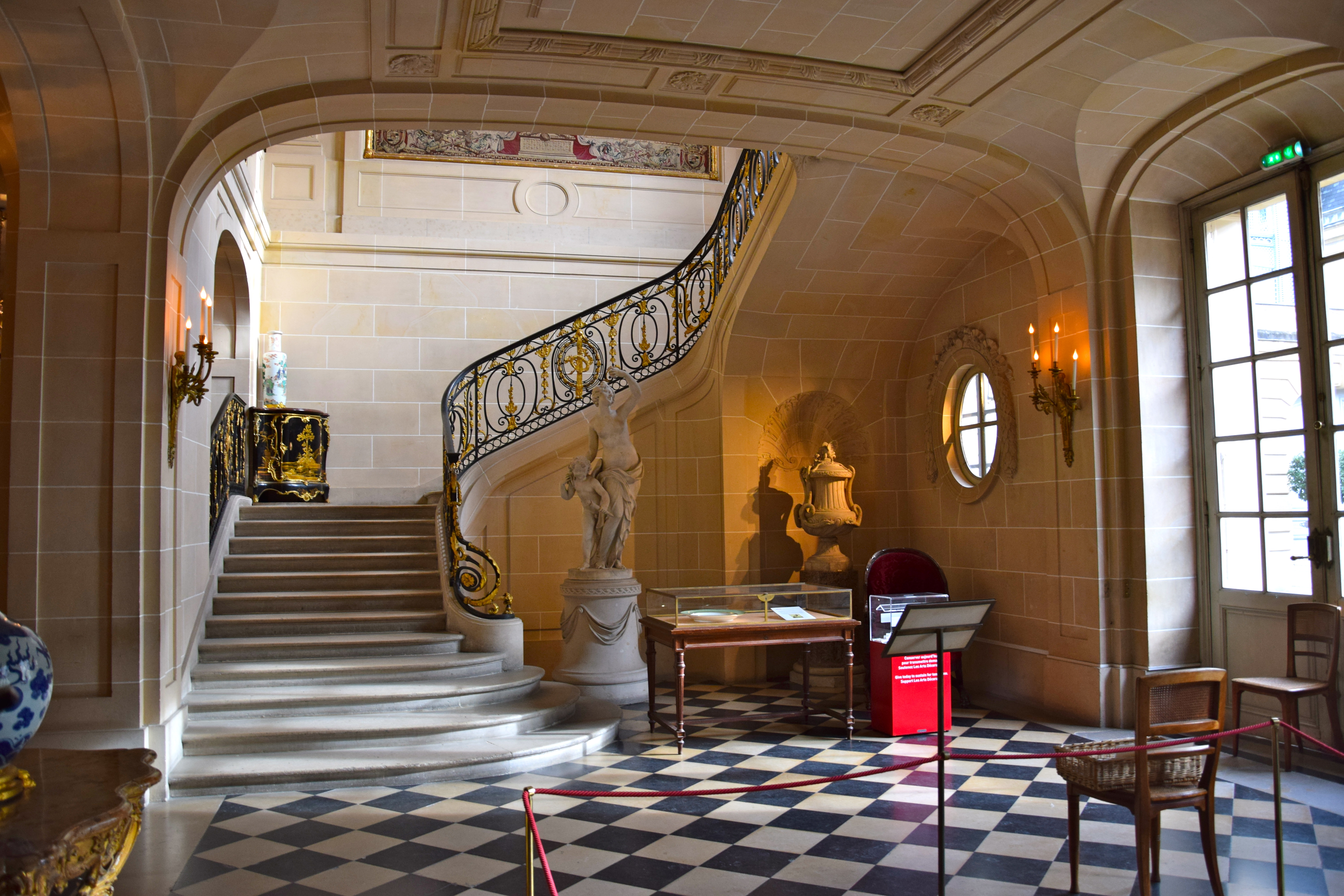
Escalier d'honneur.

Le portrait photographique de Nissim de Camondo en tenue militaire accueille toujours le visiteur à la billetterie.
Le circuit de visite débute dans l’imposant vestibule au fond duquel trône un large escalier de pierre de taille à la rampe en fer forgé copiée par la maison Baguès sur celle de l'hôtel Dassier à Toulouse XVIIIe siècle.
La cage d'escalier est ornée d'une grande tapisserie dite « chancellerie » tissée en laine et soie à la manufacture royale des Gobelins pour Michel Le Tellier, chancelier de France de 1677 à 1685, appartenant à une série qui passa ensuite au marquis d'Argenson (1652-1721), titulaire de la charge de 1718 à 1720, qui y fit apposer ses armes. Le catalogue du musée (édition de 1954) cite cinq autres exemplaires conservés par ses descendants ; un est au musée des Arts décoratifs de Paris ; un autre fit partie des collections Rochebrune/du Fontenioux au château de Terre-Neuve à Fontenay-le-Comte (85) où il fut photographié vers 1890 par Robuchon, puis de la Court d'Aron à Saint-Cyr-en-Talmondais (85) où il fut photographié au cours du XXe siècle.
C'est dans cette pièce d'entrée, à la décoration traditionnellement sobre, que les valets de pied attendaient leurs maîtres lors des réceptions.
La visite commence par les salons du premier étage.
Le sourire d’une bacchante d’Élisabeth Vigée-Lebrun nous accueille dans le grand bureau, aux murs lambrissés de chêne recouverts des tapisseries d’Aubusson représentant Les Fables de La Fontaine.
Des meubles exquis, secrétaires à cylindre, tables, commodes ou bonheurs-du-jour, estampillés des plus grands ébénistes de l’époque : Jean-François Oeben, J.-B. Sené, Bernard Van Riesen Burgh (B.V.R.B.), ou Jean-Henri Riesener, sont disposés dans le grand salon sous le regard de Madame du Molay de Mme Vigée-Lebrun, ainsi que dans le salon des Huet (où sont montrées des Scènes champêtres de Huet) ou encore dans le petit bureau aux tentures de soie cramoisie, dans lequel est exposé un portrait de Necker, ainsi qu'un buste de l’Été, par Houdon. Le musée offre aussi à la vue de splendides appliques et cartels en bronze de style Rocaille, des tapis et des paravents issus de la Manufacture de la Savonnerie, des porcelaines de Sèvres et de Meissen. À l’étage se trouvent les appartements de la famille, ainsi qu’une lumineuse bibliothèque lambrissée de chêne sculpté, aux rayons garnis de livres reliés de maroquin rouge, dont certains plats aux armes des Talleyrand proviennent du château de Valençay, qui servit de refuge au contenu du musée de 1940 à 1945 ; la pièce bénéficie d'une vue dégagée sur le parc Monceau dont la partie lotie par les frères Péreire est ponctuée de célèbres hôtels particuliers.

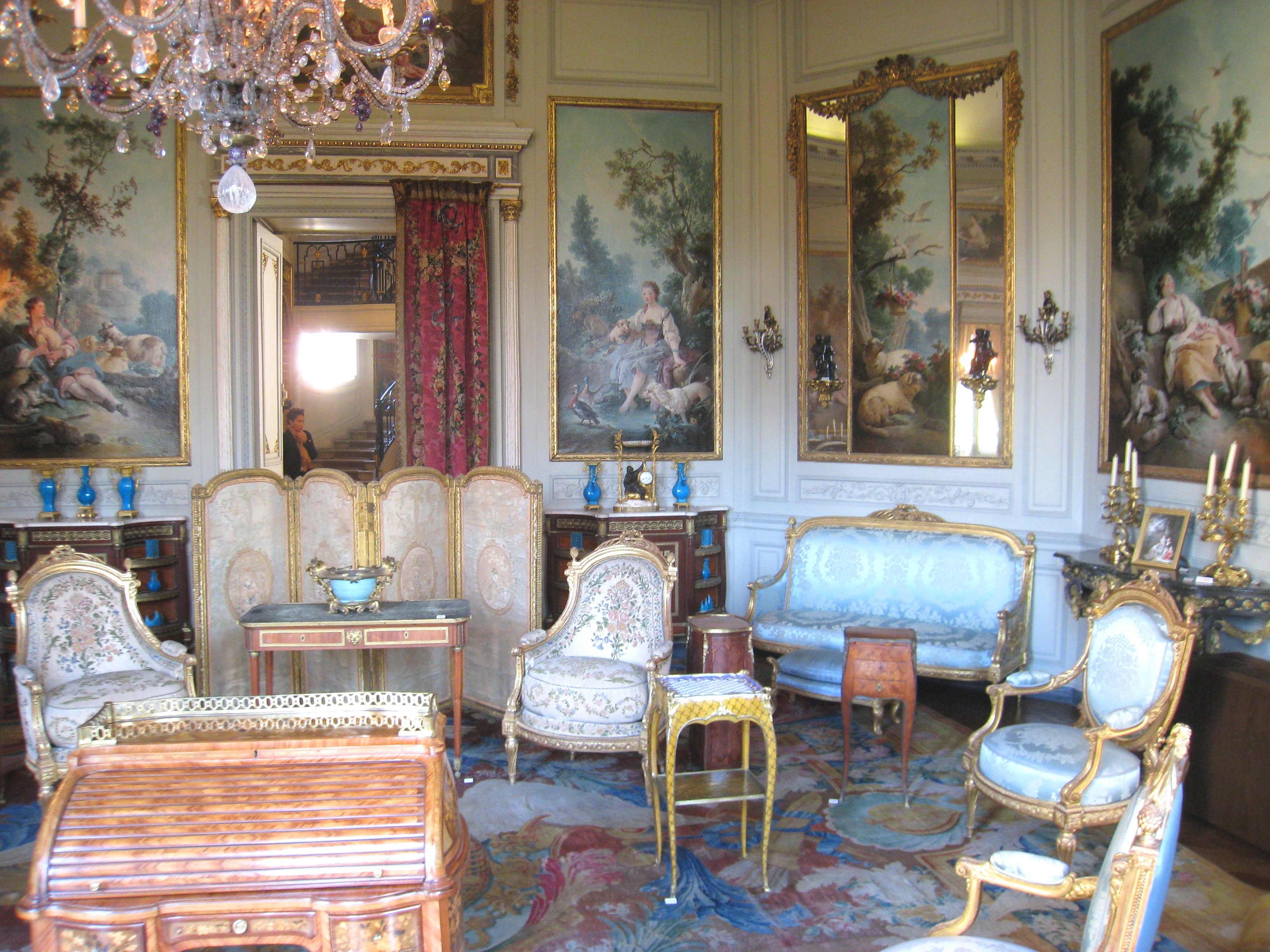
Salon des Huet.
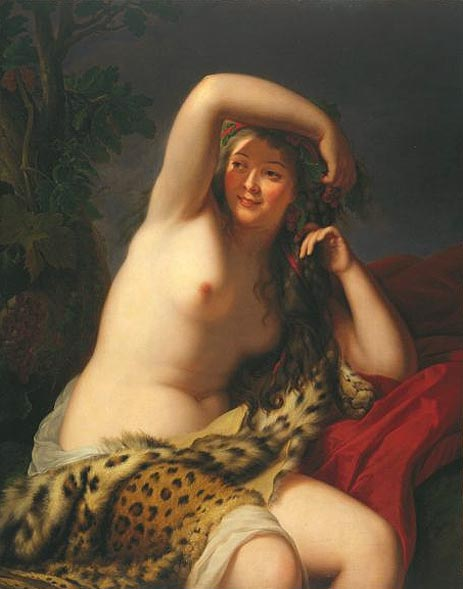
Jeune Bacchante par Élisabeth Vigée-Lebrun.
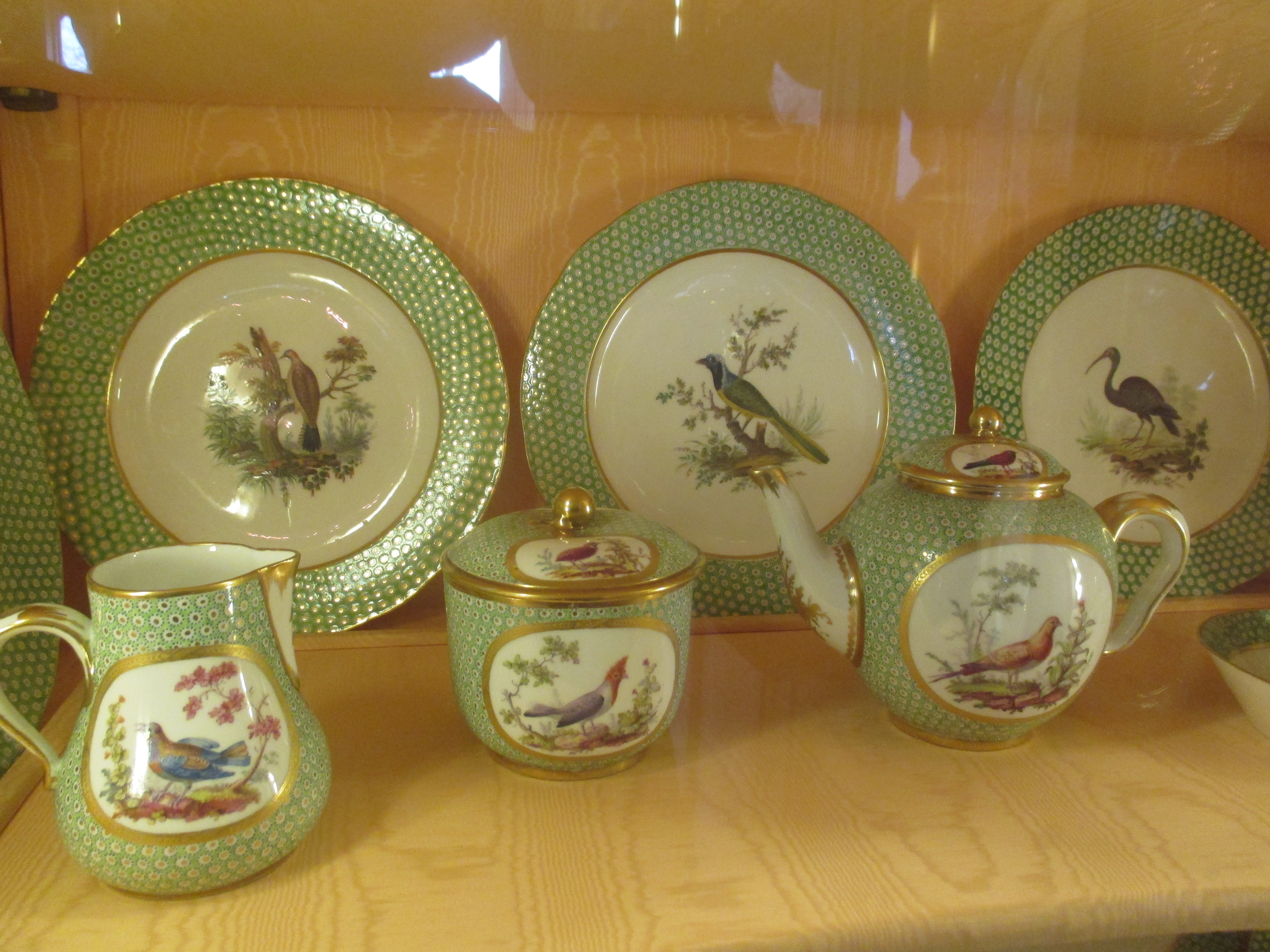
Quelques pièces du service Buffon (1784-1786).
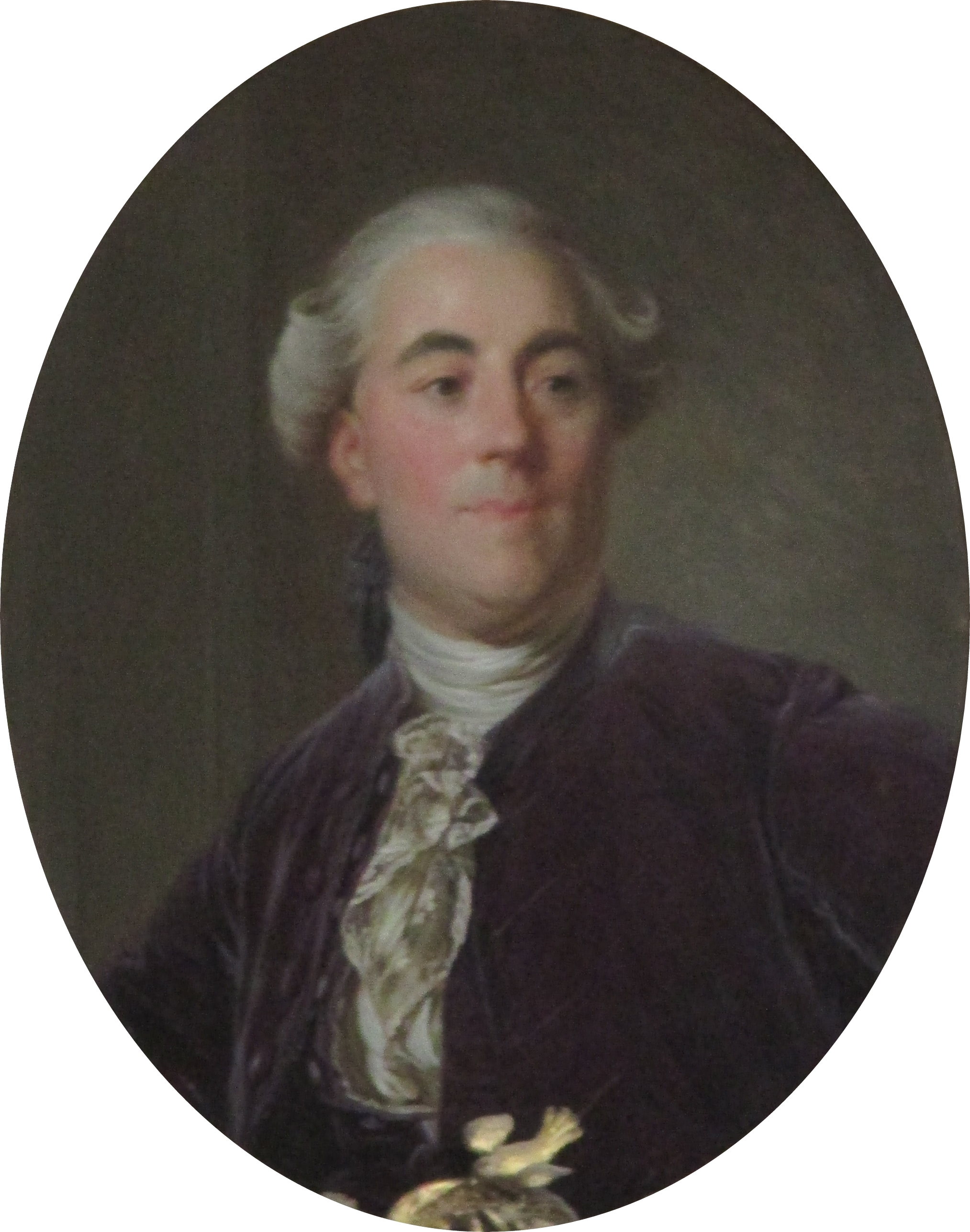
Portrait de Necker par Duplessis (1781).
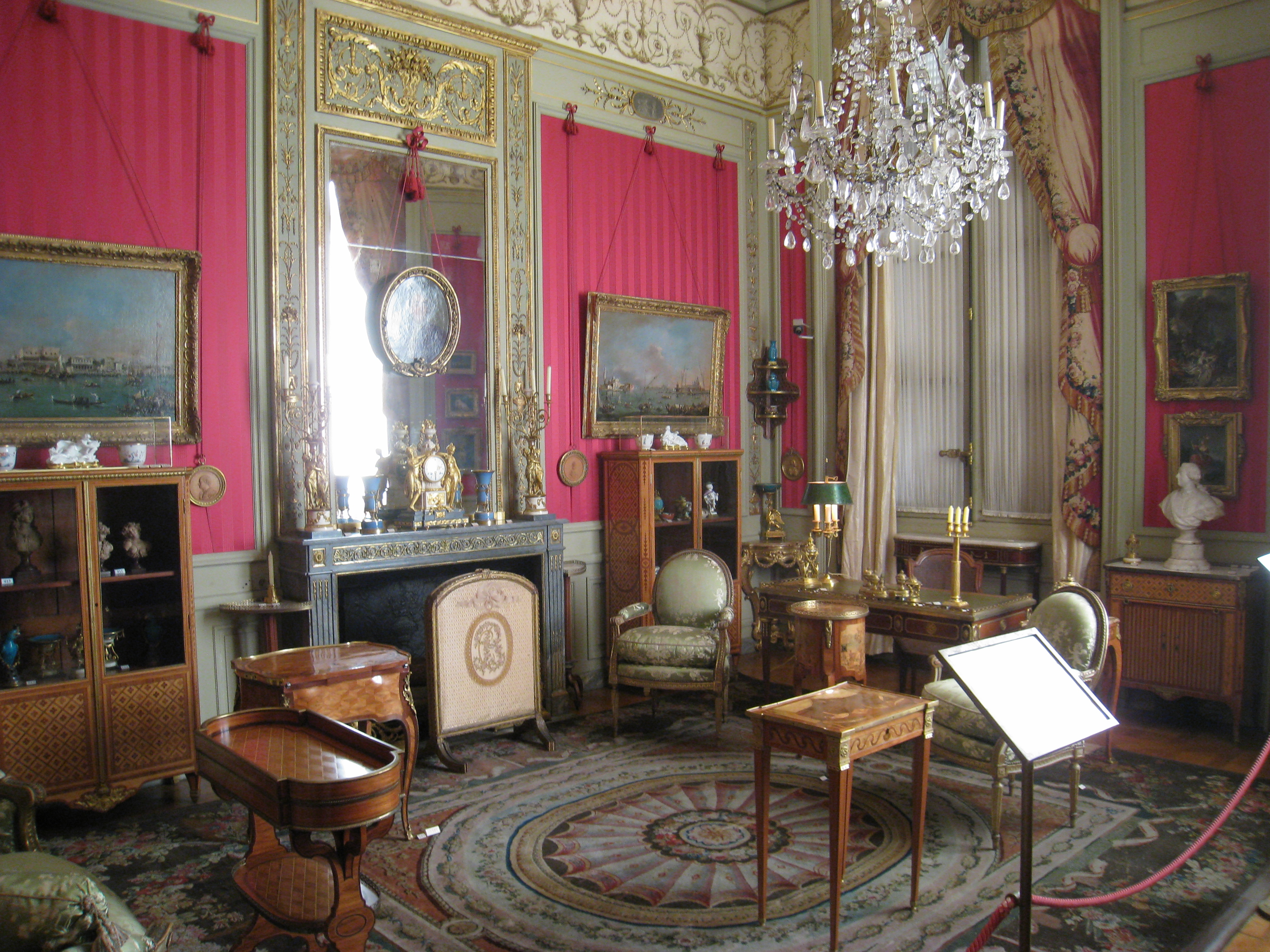
Petit bureau.
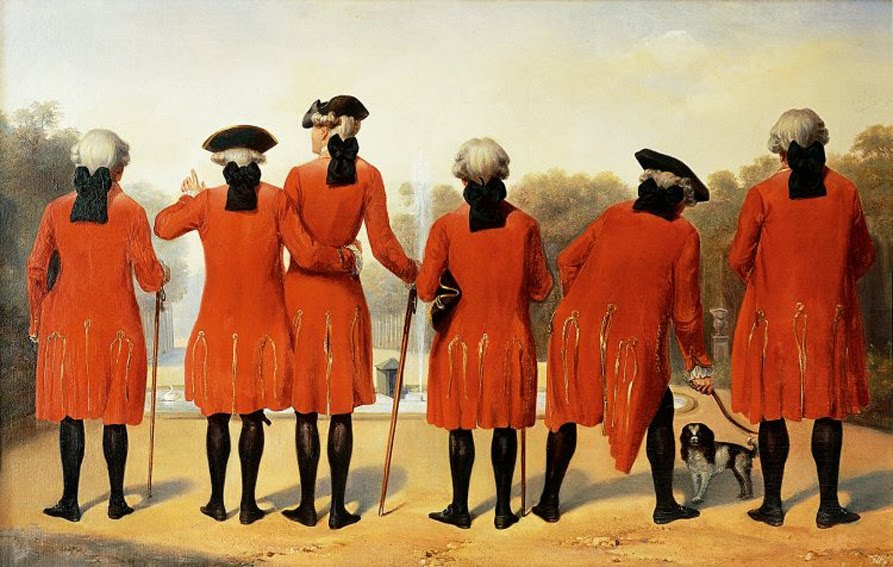
Les Gentilshommes du duc d'Orléans dans l'habit de Saint-Cloud, par Philippoteaux (1839), d'après Carmontelle (1770).

La présence du collectionneur est plus particulièrement sensible dans le petit « cabinet de Porcelaines » adjacent à la salle à manger, garni de placards vitrés, où il prenait ses repas quand il était seul. On y trouve une collection unique de différents services de porcelaines de Sèvres (1784-1809) d'après les « Oiseaux de Buffon » illustrés par Martinet. Le comte de Camondo a acheté le service de porcelaine tendre à pointillé vert (dit service Le Fevre, d'après son commanditaire) auprès de l'antiquaire Seligmann.
Le visiteur remarque dans la salle à manger des pièces d'argenterie commandées par la Grande Catherine pour son favori Orloff, épaves d'un gigantesque service de plus de 800 pièces.
La présence du comte est également sensible dans le vaste salon bleu lui servant de bureau au premier étage et donnant sur les frondaisons du parc Monceau. Il a été aménagé en 1924, un an après le départ de sa fille Béatrice et de son mari Léon Reinach, en réunissant la chambre et le boudoir de celle-ci.
Dans les salles de bains entièrement carrelées attenant aux deux chambres à coucher de Moïse et de Nissim, « l’esprit XVIIIe » disparaît pour faire place au confort moderne du début du XXe siècle : éléments de faïence, robinetterie de cuivre nickelé (maison Kula).

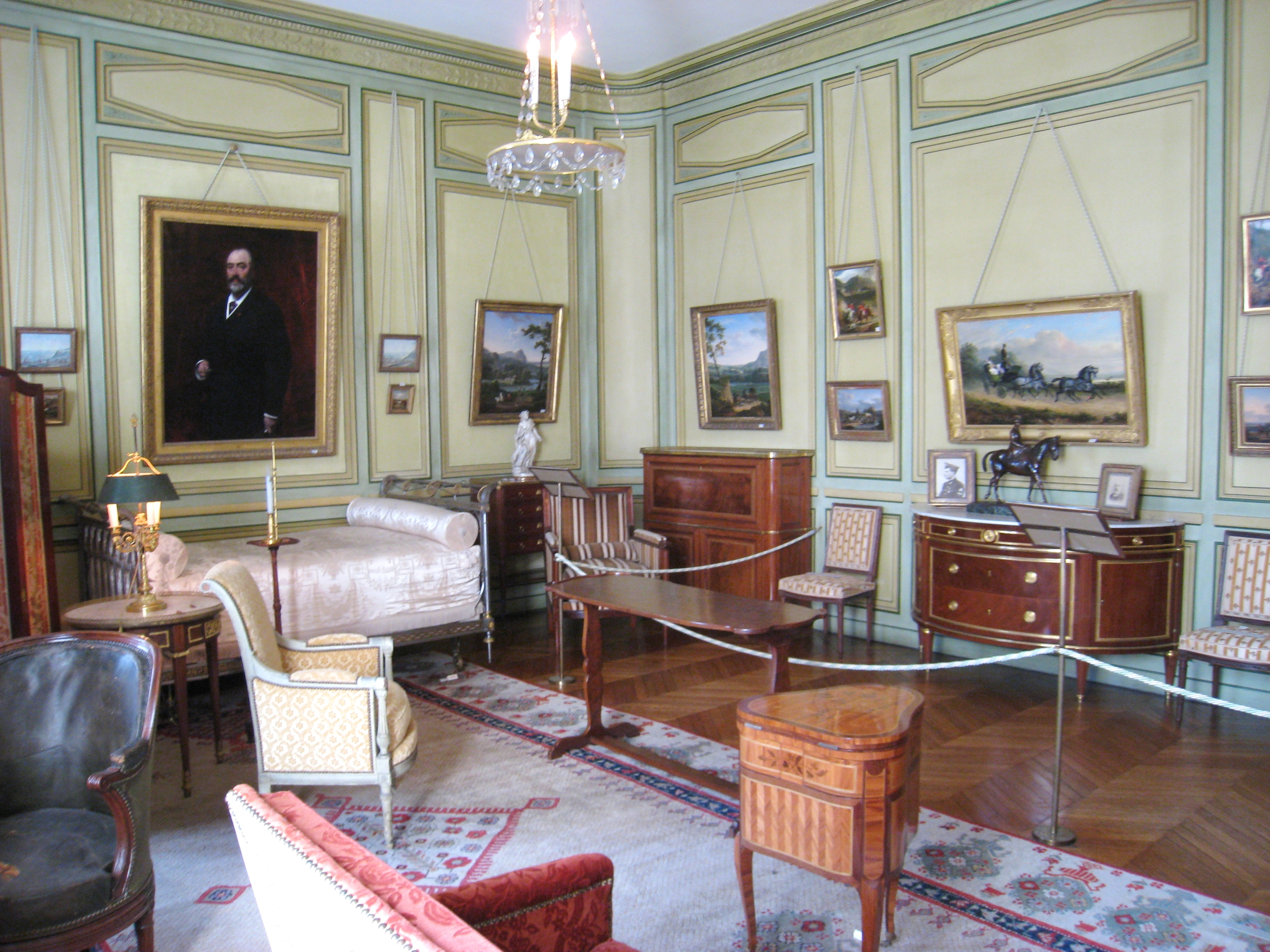
L'ancien bureau de Nissim de Camondo.

L'ancien bureau de Nissim, de ce style un peu anglicisant alors à la mode chez la grande bourgeoisie française, est décoré de tableaux du XIXe siècle, avec les thèmes traditionnels de la chasse et de l’équitation.
Celui de son père, ornée d'une boiserie (vers 1780) provenant d'une maison bordelaise, ressemble plus à un petit boudoir Louis XV, que n’auraient point dédaigné Mme de Pompadour ou Mme de Genlis.
Par désir d'assimilation ou souci de discrétion, les traces de judaïsme sont quasiment inexistantes dans cette demeure. Le visiteur peut seulement apercevoir dans une vitrine des chandeliers en argent de chabbat, dans une petite bibliothèque basse des ouvrages religieux juifs, et dans la cuisine, une étoile de David au fond d'un moule à kouglof en cuivre.

### Le sens du confort
En descendant au rez-de-chaussée, nous revenons à la Belle Époque, toute à sa célébration du confort domestique avec les ingénieuses dispositions techniques et architecturales nécessaires pour assurer le bon fonctionnement du service et le confort quotidien : chauffage à air filtré et pulsé, ascenseurs à air comprimé, système de nettoyage par le vide, corniches lumineuses, etc.
La cuisine, spectaculaire, témoigne de l’attention portée par le maître des lieux aux plaisirs de la bouche. Une énorme rôtisserie de fonte accompagne le fourneau central ; au mur reluisent des ustensiles de cuivre qui fleurent bon la cuisine traditionnelle.
Émouvante trace olfactive de présence humaine, on perçoit encore l'odeur de tabac ayant imprégné les boiseries d'un petit bureau (celui du maître d'hôtel ?).

### Salles
Rez-de-chaussée bas : 5 salles
- Vestibule et escalier
- Cuisine
- Salle des Gens
- Laverie
- L'Office du Chef

Rez-de-chaussée haut : 7 salles
- Galerie
- Grand bureau
- Grand salon
- Salon des Huet
- Salle à manger et cabinet de Porcelaines
- Petit bureau
- Office de la salle à manger

Premier étage : 7 salles
- Salon Bleu
- Bibliothèque
- Appartement de Nissim de Camondo
- Appartement de Moïse de Camondo
- les 3 salles de bains

## Notes et références

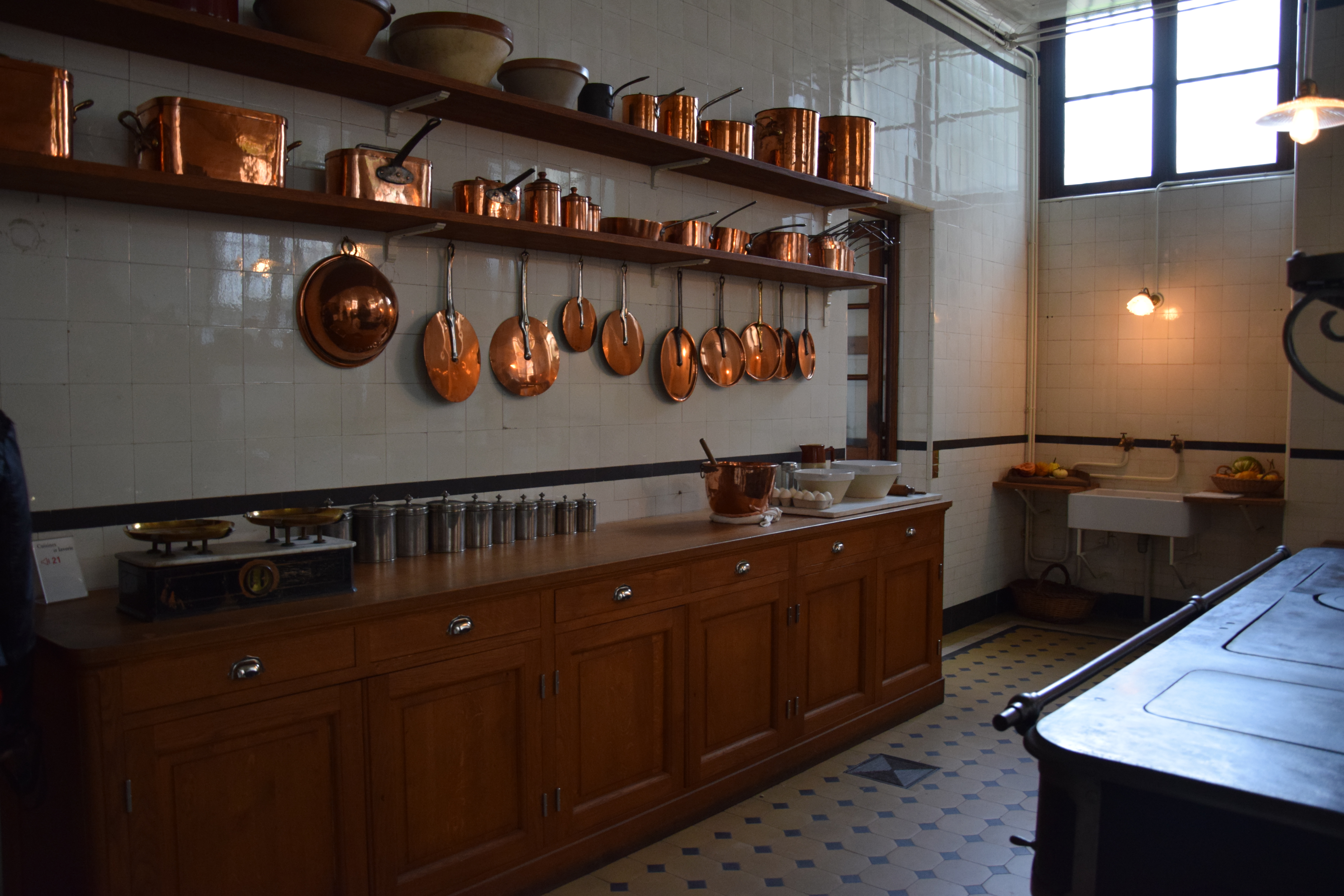
Cuisine de l'hôtel Camondo.